# Борго Пинето I (Рим)
Борго Пинето I је насеље у Италији у округу Рим, региону Лацио.
Према процени из 2011. у насељу је живело 119 становника. Насеље се налази на надморској висини од 132 м.